# Erpe-Mere

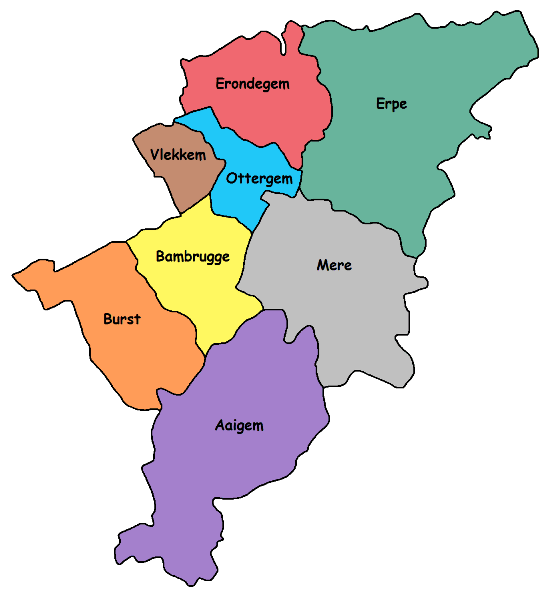
De åtta delarna som Erpe-Mere är indelad i.

Erpe-Mere är en kommun i provinsen Östflandern i regionen Flandern i Belgien. Erpe-Mere hade 19 412 invånare per 1 januari 2011. Kommunen är indelad i 8 delar: Aaigem, Bambrugge, Burst, Erondegem, Erpe, Mere, Ottergem och Vlekkem, se bild till höger.

## Externa länkar

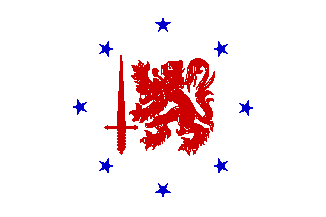
Erpe-Meres flagga